# Norrköping
För andra betydelser, se Norrköping (olika betydelser).
Norrköping (uttal (fil)) är en tätort i Norrköpings kommun i Östergötland i Sverige, och centralort för kommunen. Norrköping är Sveriges elfte största tätort med 96 776 invånare 2018.
Norrköping ligger längst in i Bråviken på bägge sidor om Motala ström som rinner genom staden. Norrköping är sedan gammalt en industri-, handels- och sjöfartsstad. Textilindustrin var fram till 1960-talet basen i stadens näringsliv.
Sedan 1970-talet finns fem statliga verk i staden: Luftfartsverket, Migrationsverket, Sjöfartsverket, Kriminalvården samt SMHI.

## Namn
Norrköping kallas ibland "Peking" i folkmun. Det sägs att smeknamnet kommer från en föreläsning som Sven Hedin en gång höll på läroverket i staden, där han förklarade att stadsnamnet Peking betyder 'norra staden'. Andra smeknamn är "Guldköping" (från när IFK Norrköping vann Allsvenskan 2015), "Norpan" och "Surbullestan".

## Historia

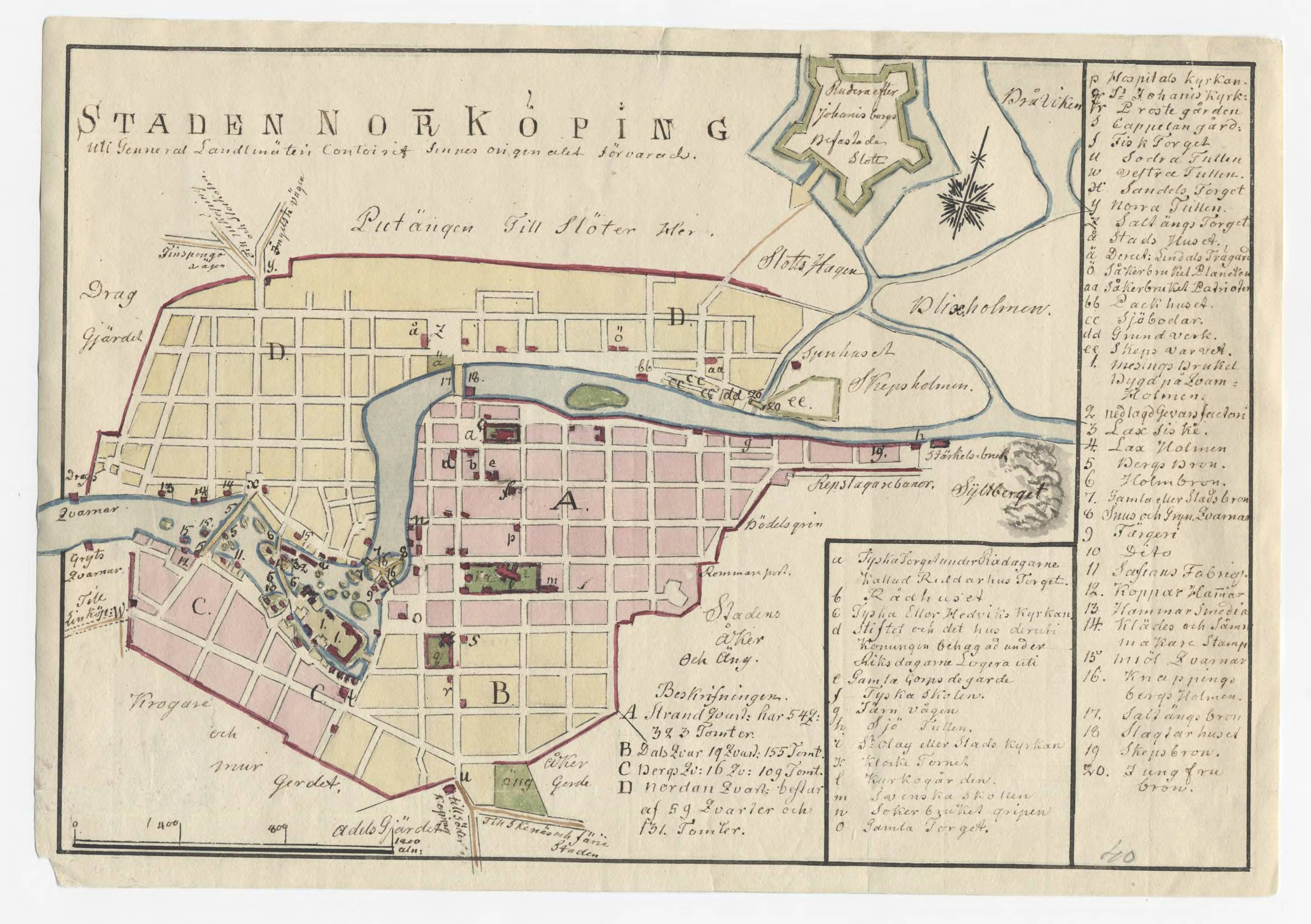
Karta över Norrköping från 1790-talet

Norrköping fick stadsrättigheter 1384. Eventuellt hade sådana rättigheter givits även tidigare, men redan då hade människor bott kring Motala ströms fall under lång tid.
Staden fick sin första storhetstid under 1600-talet när den nederländske (från Liège) affärsmannen Louis De Geer slog sig ner i staden. Han grundade ett flertal industrier i staden, bland annat pappersbruk, vapenfabriker, klädesfabriker och ett skeppsvarv. Under denna tid var staden Sveriges till folkmängden näst största stad.

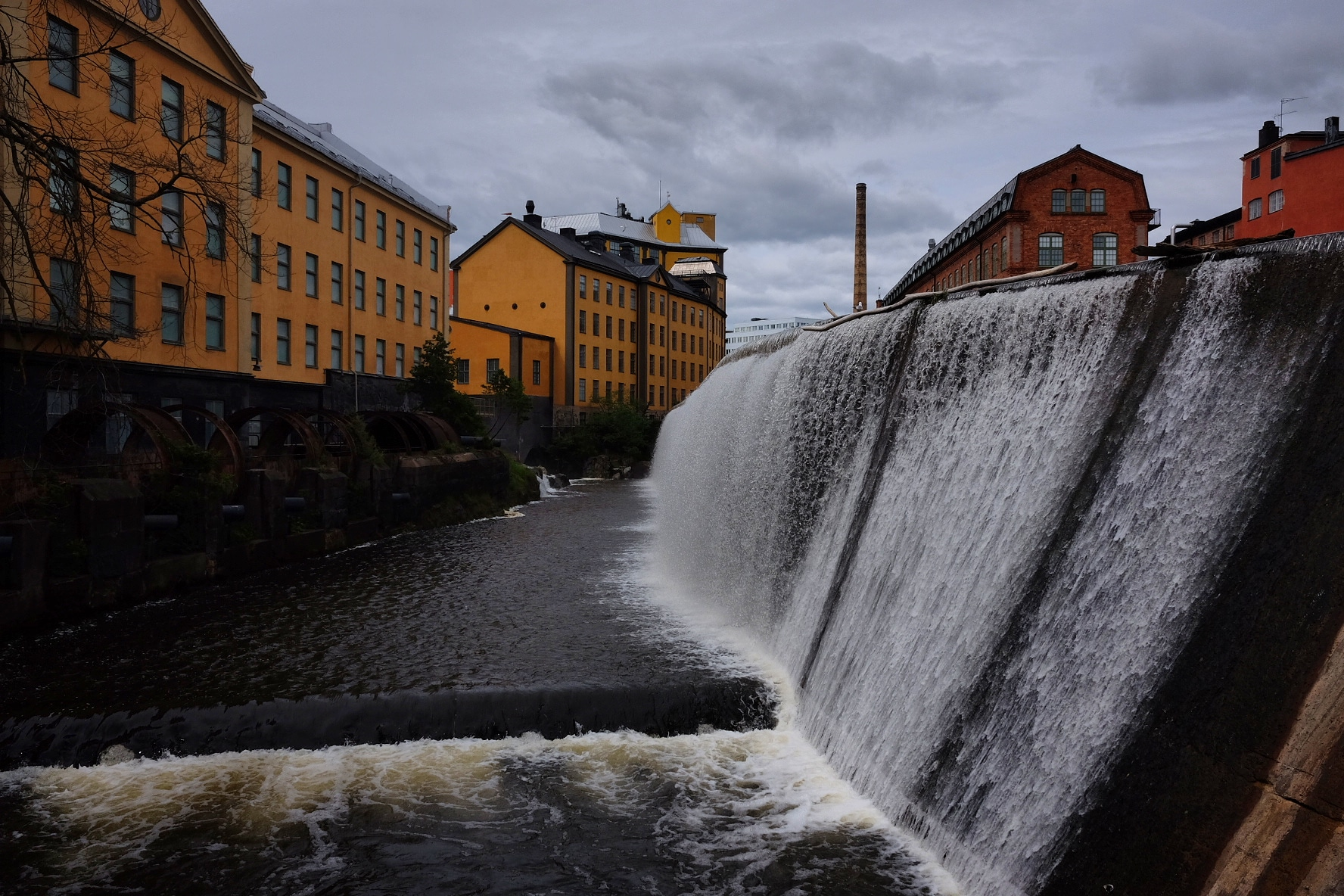
Vattenfall i Motala ström bakom konserthuset Louis De Geer.

Norrköping har flera gånger under dess historia förstörts av yttre fiender. Första gången var av danskar 1567 under Nordiska sjuårskriget, men mest avgörande för staden var härjningen av ryssar 1719 under Stora nordiska kriget. Staden har också drabbats av ett flertal bränder, varav en år 1655 ska ha varit väldigt ödeläggande. Efter 1719 återställdes staden och Norrköping återtog platsen som Sveriges tredje största stad, vilket den fortsatte att vara till mitten av 1860-talet, då folkmängden i Malmö passerade. Sveriges äldsta idag existerande nyhetstidning, Norrköpings Tidningar, grundades 1758.
Massa- och pappersindustrin har spelat en viktig roll för staden, inte minst genom Holmens bruk respektive Fiskeby pappersbruk strax utanför staden, båda med anor från 1600-talet.
Under 1800-talet växte textilindustrin i Norrköping och 1830 stod staden för 70 % av Sveriges klädestillverkning. De goda tiderna varade ända fram till 1960-talet, varefter flera fastigheter revs ned för att ge plats för en modern stadskärna. Det gäller exempelvis textilfabriken Tuppen och det gamla sockerbruket Gripen, byggt 1741.
Med textilindustrins avveckling växte andra industrier upp; bland annat Philips med tillverkning av radio- och TV-apparater och senare ersattes av Whirlpool som tillverkade mikrovågsugnar. Tillverkningen flyttades därefter utomlands. Ericsson hade tidigare tillverkning av mönsterkort i Norrköping, men sedan några år är den verksamheten avvecklad. 2014 fattades beslut om nedläggning av Norrköpingsfabriken.
Villa Flora var ett hus som byggdes 1889 av grosshandlaren Edward Ringborg. Huset var ritat i italiensk stil. Sedan 1962 fanns sjuksköterskeutbildning i huset. År 1969 läste Norrköpingsborna att Villa Flora hade nått sitt slut. 1970 revs det pampiga huset med stor trädgård. 1971 stod ett hus i betong klart, Norrköpings Stadsbibliotek var efterträdaren. Det som finns kvar av Villa Flora är endast ett fönster. I början av 1970-talet flyttade fem statliga verk till staden: Luftfartsverket, Migrationsverket, Sjöfartsverket, Kriminalvården samt SMHI (Statens Meteorologiska och Hydrologiska Institut). Under början av 2000-talet fick Norrköping ny skepnad som universitetsstad tillsammans med grannstaden Linköping. Tillsammans marknadsförs Norrköping och Linköping som den Fjärde storstadsregionen.

### Flottiljstaden

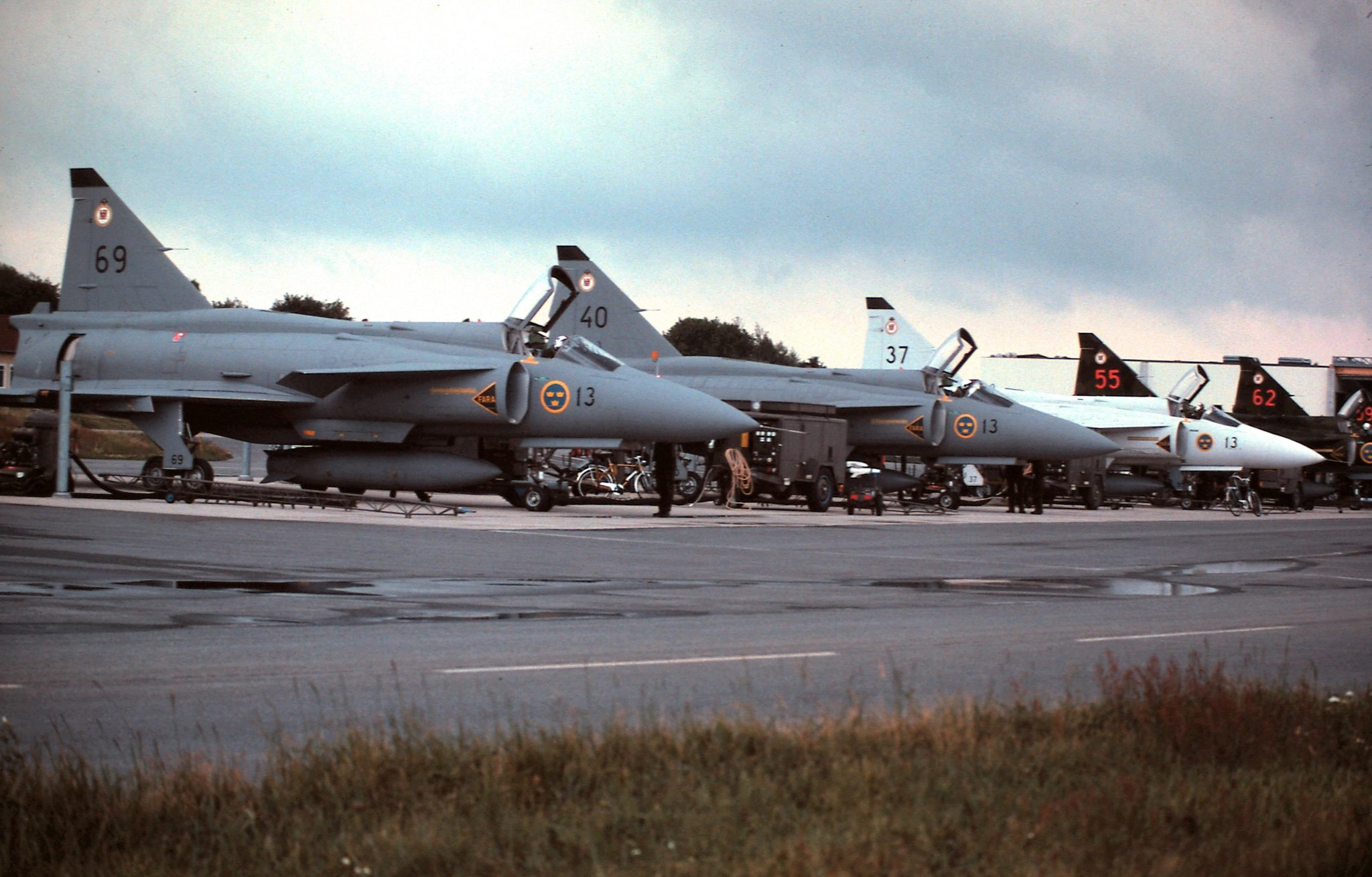
JA 37 Viggen vid F-13 tidigt 1980-tal

Åren 1943–1994 hade Flygvapnet en flygflottilj förlagd till Norrköping, vilken gick under namnet Bråvalla flygflottilj (F 13) eller bara F 13. Flottiljen var från början en jaktflottilj, men i samband med att Södermanlands flygflottilj (F 11) avvecklades 1980, tillfördes flottiljen en spaningsdivision samt Flygvapnets underrättelseskola. På många sätt var F 13 Flygvapnets föregångsflottilj. F 13 var inom jaktrollen regelmässigt först med nya flygplanstyper och hade också ett huvudansvar för taktikutveckling. Åren 1957–1981 var flottiljen även en så kallad Sektorflottilj. År 1991 började flottiljen anpassas till JAS 39 Gripen, dock kom ett avvecklingsbeslut i samband med försvarsbeslutet 1992, genom att flottiljen skulle avvecklas den 30 juni 1994. När beskedet kom om avveckling av flottiljen var den en av de större och modernaste i Sverige och hade ca 1 000 anställda med en värnpliktsvolym mellan 600 och 800 soldater. Idag går det före detta flottiljområdet under namnet Norrköping-Bråvalla flygplats och har bland annat använts som upplag för utrangerad militär materiel, liksom platsen för Bråvalla festival. I Norrköping lever och bevaras minnet av F 13 aktivt genom F 13 Kamratförenings verksamhet.

### Administrativa tillhörigheter
Norrköpings stad ombildades vid kommunreformen 1862 till en stadskommun. Bebyggelsen kom också att sträcka sig in i angränsande socknar och mellan 1916 och 1936 inkorporerades Östra Eneby socken/landskommun där Norrköpings norra förstäders municipalsamhälle inrättas 20 februari 1885, Sankt Johannes socken/landskommun och Borgs socken/landskommun. 1952 inkorporerades även Tingstads socken/landskommun och Styrstads socken/landskommun. 1971 uppgick stadskommunen i Norrköpings kommun med Norrköping som centralort.
I kyrkligt hänseende har Norrköping alltid hört till Norrköpings S:t Olofs församling (benämnd lite olika över tiden) samt Norrköpings S:t Johannes församling (även den benämnd lite olika över tiden). Via utbrytningar ur denna och med utökningar av staden bebyggelse har sedan delar av tätorten kommit att tillhöra Norrköpings Hedvigs församling (uppgick 2010 i S:t Olof), Norrköpings Matteus församling (uppgick 2010 i S:t Olof), Norrköpings Borgs församling och  Kolmårdens församling från 2010, innan dess Östra Eneby församling, samt Vrinnevi församling och före 2010 Styrstads församling och Tingstads församling (Dessa två uppgick då i S:t Johannes).

Orten ingick till 1971 i domkretsen för Norrköpings rådhusrätt. Sedan 1971 ingår Norrköping i Norrköpings domsaga.

## Geografi
Norrköping ligger längst in i Bråviken på bägge sidor om Motala ström (lokalt kallad Strömmen) som rinner genom staden. Dess forsar har länge använts som kraftkälla för kvarnar och andra industrier, höjdskillnaden mellan sjön Glan och Bråviken är hela 22 meter. Norrköping är byggt på låglänt slättbygd, men sedan 1940-talet har odlingsmark fått ge plats för ny bebyggelse. Ända fram till 1947 odlades tobak på fälten kring nuvarande Ljura, nu är området sedan länge bebyggt med bostäder. Öster, norr och väster om staden utbreder sig ännu slättbygden, medan den södra och sydvästra är mer skogbevuxen, bland annat med naturreservatet Vrinneviskogen. Där finns också en gammal skidbacke som heter Vrinnevibacken. Stadens södra delar är högre belägna än de norra.
Berggrunden är urberg, som är sedimentär och metamorfisk, vilket innebär att den är uppbyggd av bland annat djur, växtdelar, lera och aska som under tidens gång omvandlats till annat material.

### Stadsbild

#### Inre staden

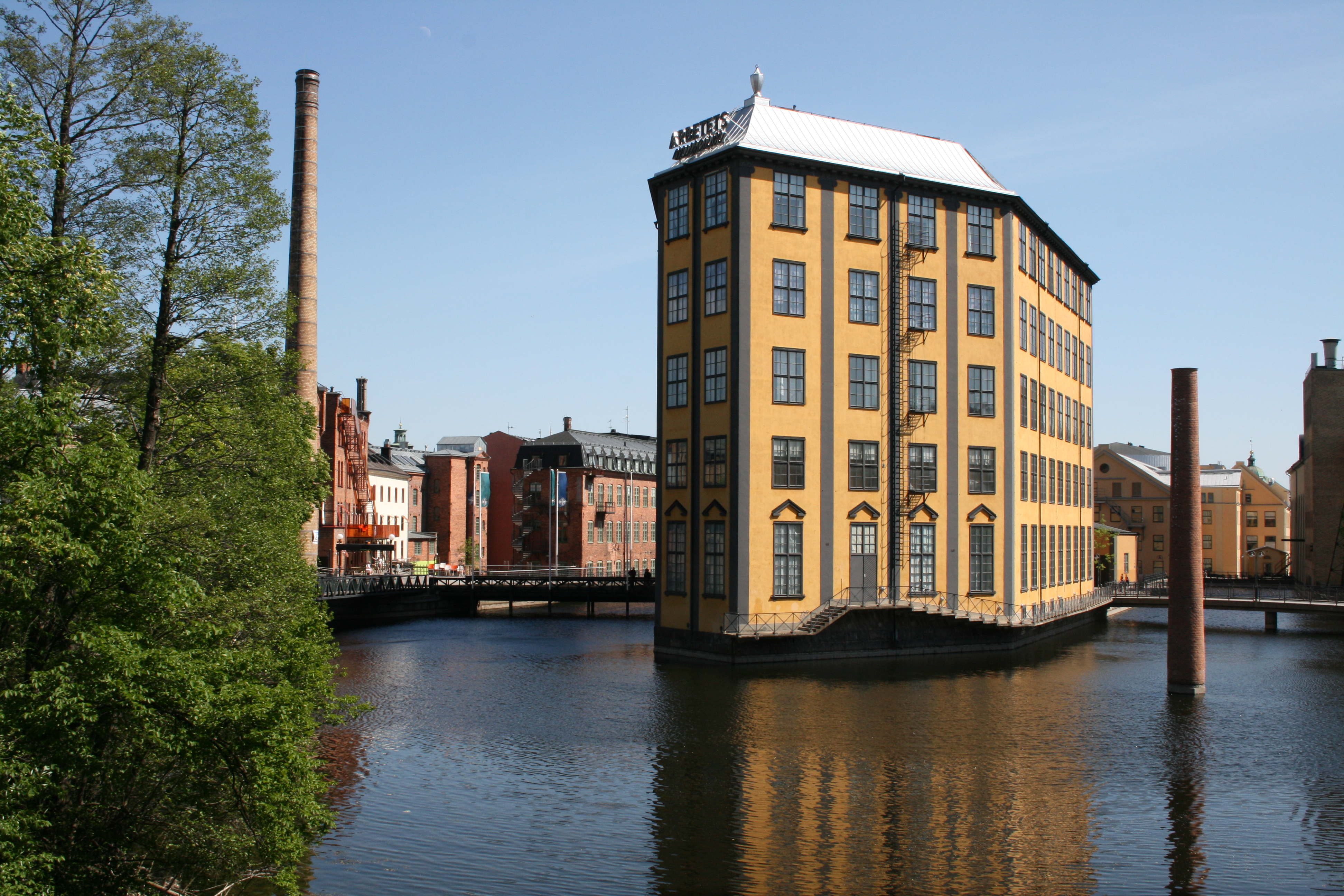
Strykjärnet i Motala ström inhyser Arbetets museum. På bilden syns också Jan Svenungssons skulptur "The Fifth Chimney" från 1999. Skulpturen är en 14 meter hög murad skorsten som står i Motala ström.

Stadens centrum var ursprungligen kvarteren kring nuvarande Gamla Torget. Torget omges idag av 1700- och 1800-talshus, bland annat Tesdorpfska, Eschelsonska och Waseska husen. På torget står Carl Milles staty av Louis De Geer. Eschelsonska huset uppfördes 1730 och är döpt efter Olof Eschelson och har bland annat inrymt stadens första bank. Tesdorpfska huset uppfördes 1827 och har namn efter vinhandlaren Johan Jacob Tesdorf.
Drottninggatan är stadens huvudgata. Den sträcker sig från Norra Promenaden och järnvägsstationen, byggd 1866  till Konstmuseet från 1946. Utanför järnvägsstationen ligger Carl Johans park med Karl XIV Johans staty från 1846. Här finns också Kaktusplanteringen, som har funnits i parken sedan början av 1930-talet. På parkens västra sida ligger Gamla stadshuset byggt i empirstil 1802, det tidigare Stora Hotellet från 1854, Stallet från 1857 samt Ringborgska huset från 1784. En bit ifrån ligger Stora Teatern, byggt 1908 och hemvist för Östgötateatern. Vid Saltängsbron ligger Postettan från 1914.
På andra sidan Motala ström ligger Tyska torget med bland annat Grand Hotel (arkitekt: Werner Northun), det före detta bankpalatset för Norrköpings enskilda bank, Rådhuset samt Hedvigs kyrka. Vidare längs Drottninggatan ligger Telegrafhuset, byggd i jugend och nationalromantisk stil 1912. Sankt Olai kyrka uppfördes i barockstil 1765–1767. Invid Drottninggatan ligger kyrkans kampanil, populärt kallad Stadstornet. Stadens kommersiella centrum är centrerat till den södra delen av Drottninggatan, där varuhusen Spiralen, Linden och Domino (före detta Domusvaruhus) dominerar. Precis som många andra städer drabbades Norrköping av en rivningsvåg under 1960-talet som gjorde att många äldre hus ersattes med bostads- och kontorshus i modernistisk stil.
Norra, Östra och Sö Promenaderna samt Folkparken omsluter själva stadskärnan. När Promenaderna anlades under andra halvan av 1800-talet fanns det ett stort behov av skolor, och många av dessa placerades vid Södra och Östra Promenaderna, däribland De Geerskolan, Kristinaskolan (båda ritade av Carl Theodor Malm) och John Lennings Vävskola/Lennings textiltekniska institut från 1887, arkitekt Carl Theodor Glosemeyer. Vid Södra Promenaden ligger även Norrköpings tingsrätt från 1904 (arkitekt Isak Gustaf Clason) och Stadsbiblioteket från 1971. Promenaderna är byggnadsminne sedan 1994.

#### Industrilandskapet
Längs Motala ström ligger det så kallade Industrilandskapet som består av de gamla fabriksbyggnaderna, de flesta byggda 1850–1917. I början av 1970-talet var området stängt och förfallet, men idag har de ursprungliga industrierna ersatts av annan verksamhet. Bland annat har Norrköpings symfoniorkester sin hemvist i De Geerhallen som ligger i Holmens Bruks före detta pappersbruk och på Laxholmen har Arbetets museum flyttat in i den sjuhörniga byggnaden Strykjärnet från 1917 (arkitekt Folke Bensow) där det tidigare fanns ett väveri. I kvarteret Kopparhammaren huserar sedan maj 2010 Visualiseringscenter C med bland annat en spektakulär domteater. I YFA:s (Förenade Yllefabrikernas) gamla byggnad, Kåkenhus har numera Linköpings universitet en omfattande verksamhet, Campus Norrköping.

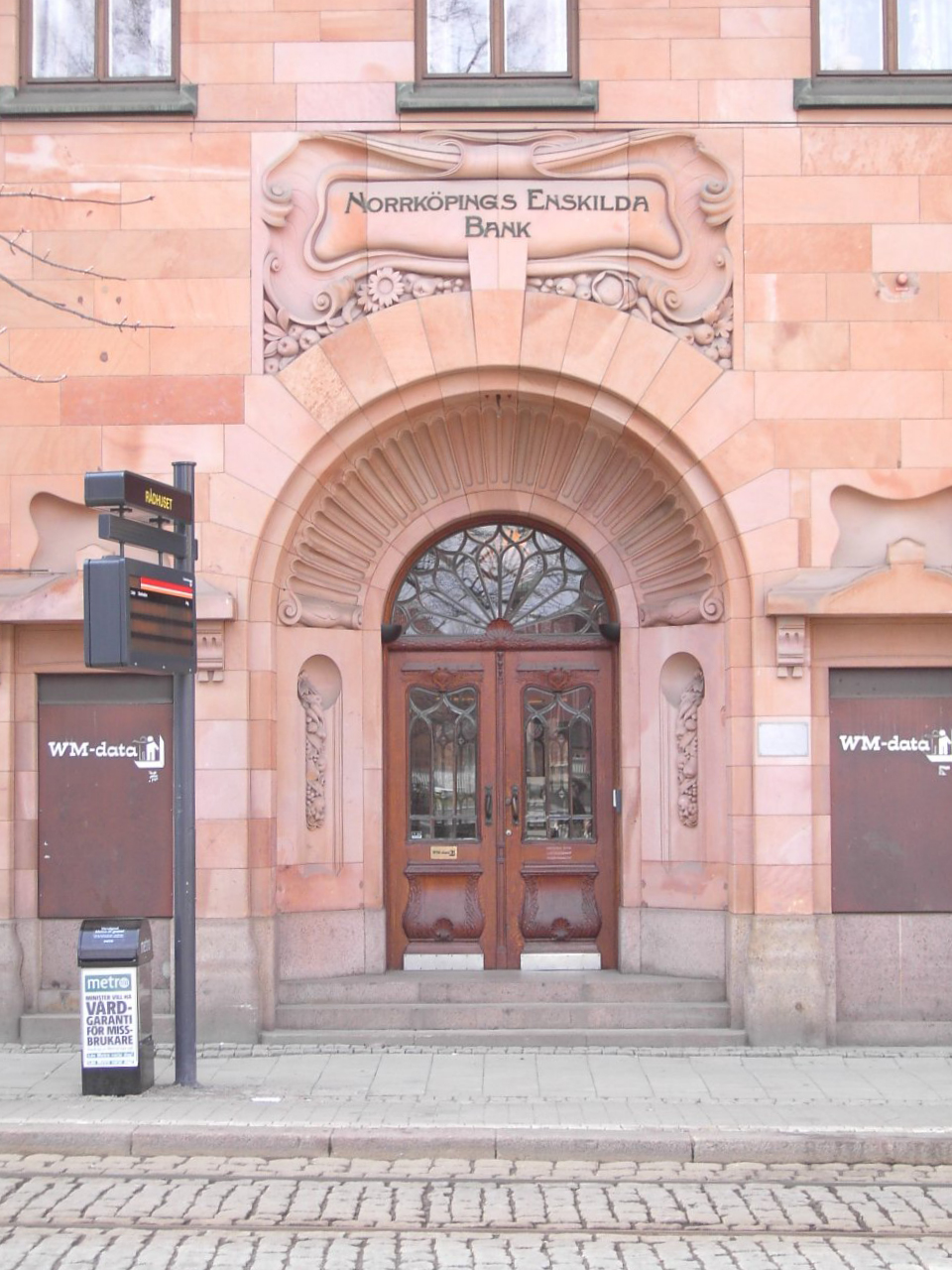
Entrén till Bankpalatset vid Drottninggatan. Huset ritades av Gustaf Wickman för Norrköpings Enskilda Bank, grundad 1856.

#### Utanför Promenaderna
Norrköping ha några mindre områden med egnahemsområden. År 1898 uppfördes vid S:t Johannes kyrka tolv villor med egen trädgård och två flerfamiljshus, arkitekt Werner Northun. Alla hus fick namn, och från Hagebygatan räknat ligger Villa Alfa, Bida (riven), Christineberg, Dagmar, Ed, Frideberg och Göta (jämna nummer) och Olga (riven), Vilan, Mimer, Linnéa, Karlslund, Ingeborg och Hansa (riven) på ojämna nummer.. Varje hus är på fyra-fem rum och kök, och tomterna är på 1100–1500 kvadratmeter samt uthus. Detta kan vara ett av de tidigaste egnahemsområdena i Sverige.
Under första världskriget rådde stor bostadsbrist, så 1917–1918 uppfördes på initiativ av kommunen egnahemsområdet Röda stan med cirka 30 faluröda trähus med totalt 51 lägenheter, arkitekt S E Lundquist. Området var tänkt i första hand för arbetare; bland de första inflyttade fanns till exempel montörer, fabriksarbetare, textilarbetare och hantverkare. Området består av enfamiljshus, tvåfamiljshus och fyrfamiljshus som renoverades under ledning av arkitekt Hans Bäckström under 1970-talet.
Området Oxelbergen tillkom på 1920-talet efter en internationell arkitekttävling då 302 lägenheter uppfördes.
Efter andra världskriget växte staden och nya bostadsområden tillkom. 1947–1951 byggdes Västra Såpkullen, byggt efter moderna metoder och med toppmoderna lägenheter; tjugoåtta trevåningshus och tre åttavåningshus. Strax efter tillkom stadsdelen Ljura; dubbelt så stort som Västra Såpkullen, och även anpassat för massbilismen. Några år senare byggde man Södra och Norra Hageby och i slutet av 1960-talet byggdes miljonprogramsområdet Marielund, sju åttavåningshus, byggt i modernistisk stil, som några år senare drabbades av sociala problem. Navestad byggdes enligt arkitekten Eric Ahlins planer 1969-1972 under det s.k. Miljonprogrammet. 
Hösten 1974 påbörjades byggandet av stadsdelen Klockaretorpet. Istället för höghus byggde man radhus och småhus, bara några enstaka flervåningshus tilläts, dessutom byggdes ett mindre stadsdelscentrum och spårvägen förlängdes hit.
Utanför den äldre stadsdelen Smedby i sydöstra delarna av staden växte på slutet av 1980-talet stadsdelarna Rambodal och Brånnestad upp. Bebyggelsen består omväxlande av villor, radhus och flerfamiljshus och områdena innehåller inslag av både eget boende och bostadsrättsföreningar.

## Ekonomi och infrastruktur

### Näringsliv

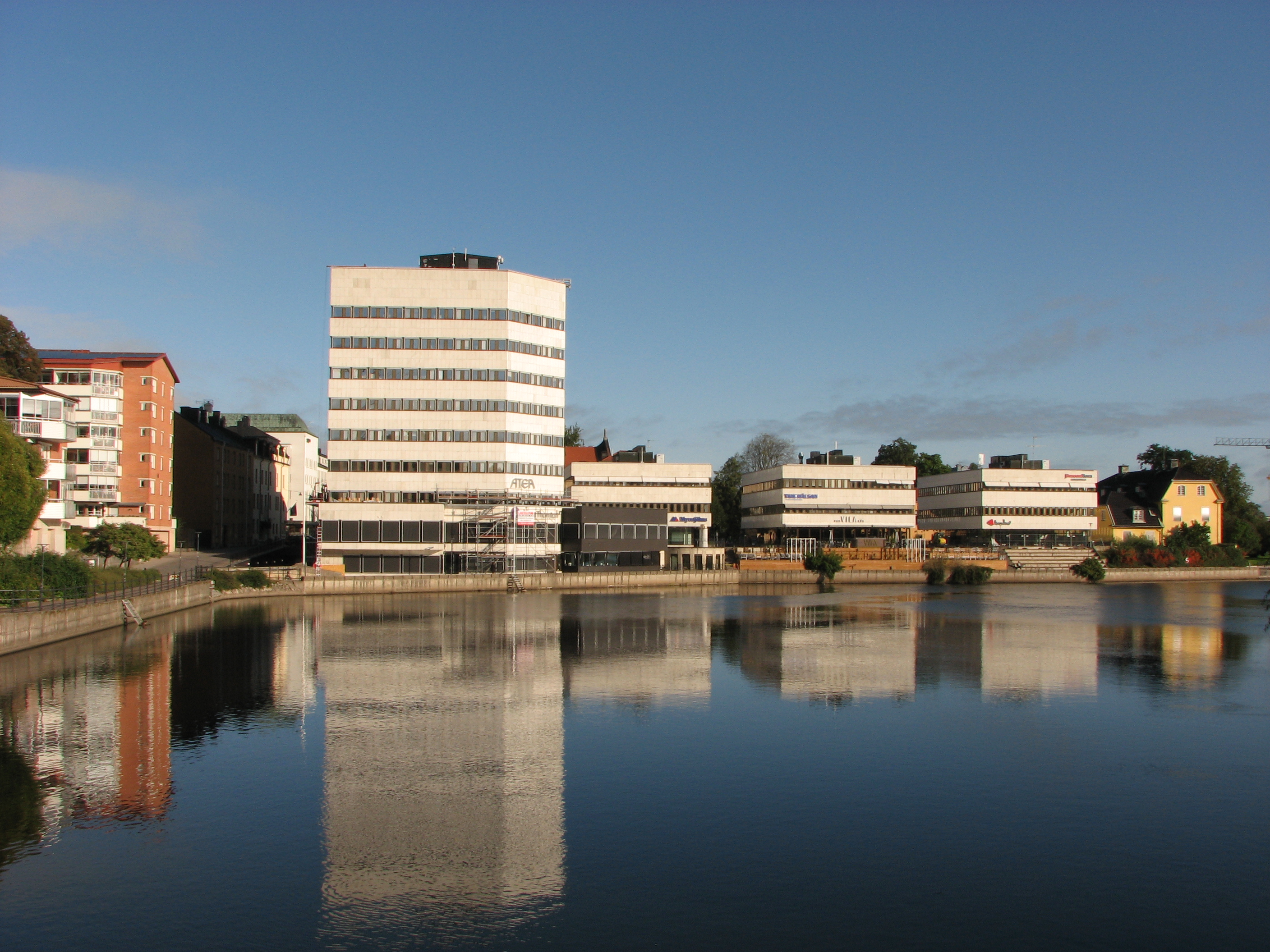
Holmens huvudkontor vid Motala ström

Textilindustrin var i 400 år den näringsgren som hela staden växte fram kring. Numera är all textiltillverkning borta. De största branscherna idag är papper/förpackning, logistik/transport, elektronik, it/media samt handel. 
1986 lades papperstillverkningen i centrala Norrköping ned, och tillverkningen flyttades till det nybyggda Bravikens pappersbruk på Malmölandet norr om staden. Det toppmoderna pappersbruket har idag en kapacitet på över 700 000 ton tidnings- och telefonkatalogpapper varje år och över 90 % av tillverkningen exporteras
Flera stora företag har sina stora lager i Norrköping och använder staden som bas för sin varudistribution, bland annat Whirlpool, Goodyear, Stadium och Servera. Linköpings universitet har en stor verksamhet i Norrköping – Campus Norrköping – och detta har de senaste åren dragit med sig en mängd småföretag med kopplingar till universitetet.

Bland myndigheter på orten kan nämnas:
| - Integrationsverket Avvecklad - Luftfartsstyrelsen Avvecklad - Luftfartsverket (LFV) - Kriminalvården | - Migrationsverket - Sjöfartsverket - SMHI - Transportstyrelsen |

### Handel
Vid E4:s norra infart ligger det externa handelsområdet Ingelsta handelscentrum, Norrköpings största köpcentrum utanför stadens centrum. Ingelsta är ett industriområde, men sedan början av 2000-talet har industriområdet utmärkt sig främst som Norrköpings stora externa handelscentrum. Första etappen ligger längs Kromgatan och består av 38 000 m² shoppingyta med cirka 15 butiker, den andra etappen ligger längs Koppargatan och invigdes år 2007. Mellan Koppargatan och Kromgatan ligger köpcentrumet Ingelsta Shopping, som har 50 butiker. Ytterligare minst 10 000 m2 shoppingyta planeras för Ingelsta shopping med cirka 20 nya butiker, detta skulle utöka antalet butiker till 70. År 2010 prisades Ingelsta Shopping som det bästa köpcentrum/galleria av Retail Awards. Längs Malmgatan finns flera andra butiker, och i Ekbacken finns det minst två butiker, inklusive City Gross.
Vid E22 mot Kalmar, i stadsdelen Hageby finns det stora köpcentrumet Mirum Galleria med cirka 80 butiker. Tidigare hette det Hageby Centrum.

### Infrastruktur

#### Transporter

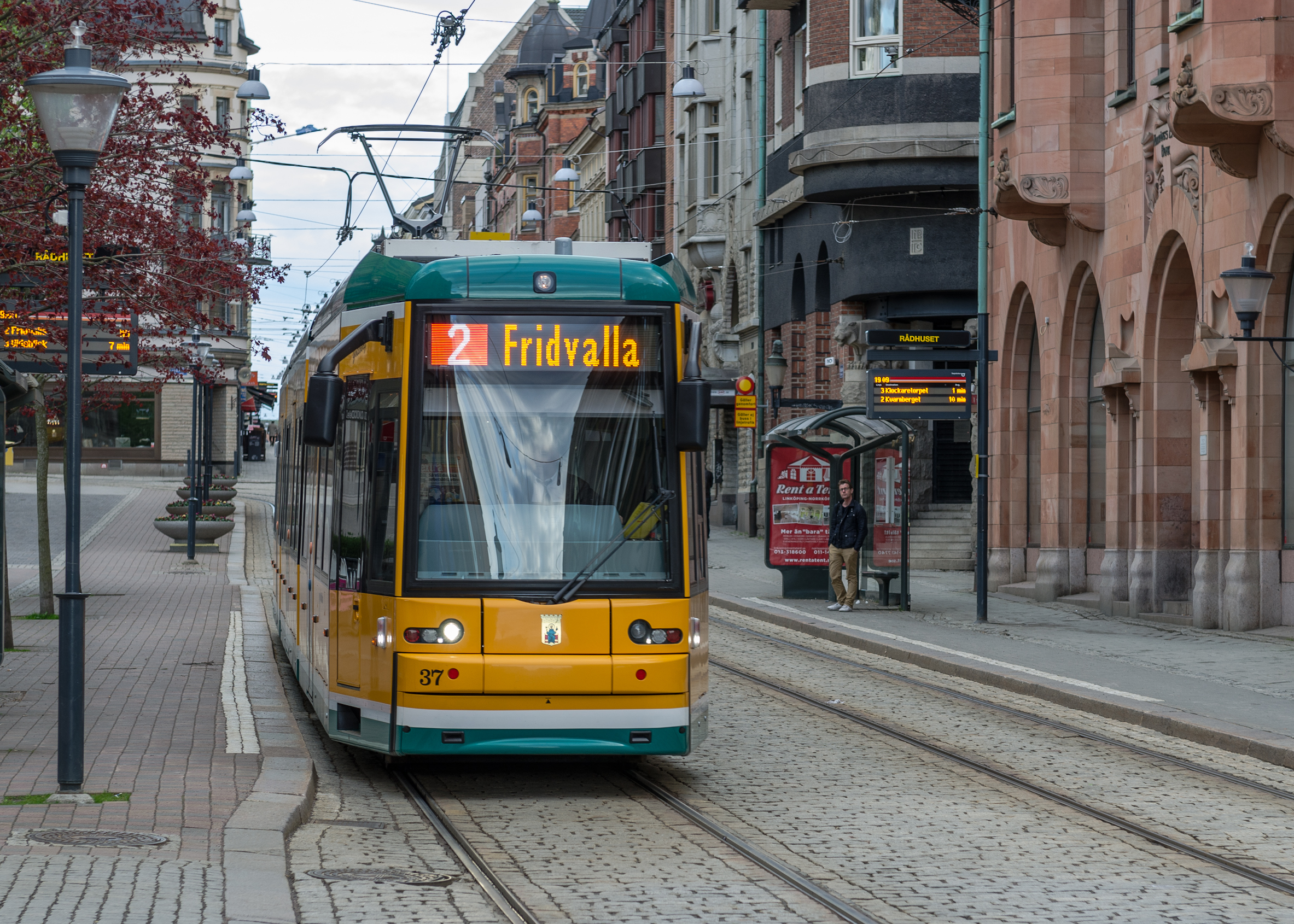
Spårvagn av typ M06 på Drottninggatan.

Norrköping har haft spårväg sedan 1904 och är idag en av åtta spårvägskommuner i Sverige, med för närvarande följande linjenät:
| Linje  | Sträcka                            | Längd | Hållplatser | Övrigt |
| ------ | ---------------------------------- | ----- | ----------- | ------ |
| 2      | Fridvalla - Ringdansen/Kvarnberget |       | 32          |        |
| 3      | Vidablick - Klockaretorpet         |       | 26          |        |
| Totalt | Totalt                             |       | 50          |        |

Sommartid kör även Svenska Spårvägssällskapet museitrafik med gamla vagnar på den vita linje 1.
Norrköping är knutpunkt för flera stora vägar. Motorvägen på E4 passerar norr och väster om staden, E22:an börjar i Norrköping och fortsätter längs ostkusten mot bland annat Kalmar, Karlskrona och Malmö. Riksvägarna 51, 55 och 56 börjar i Norrköping och leder mot Örebro respektive Katrineholm. En primär länsväg finns. Den heter Länsväg 209 och leder till Östergötlands skärgård (Arkösund).

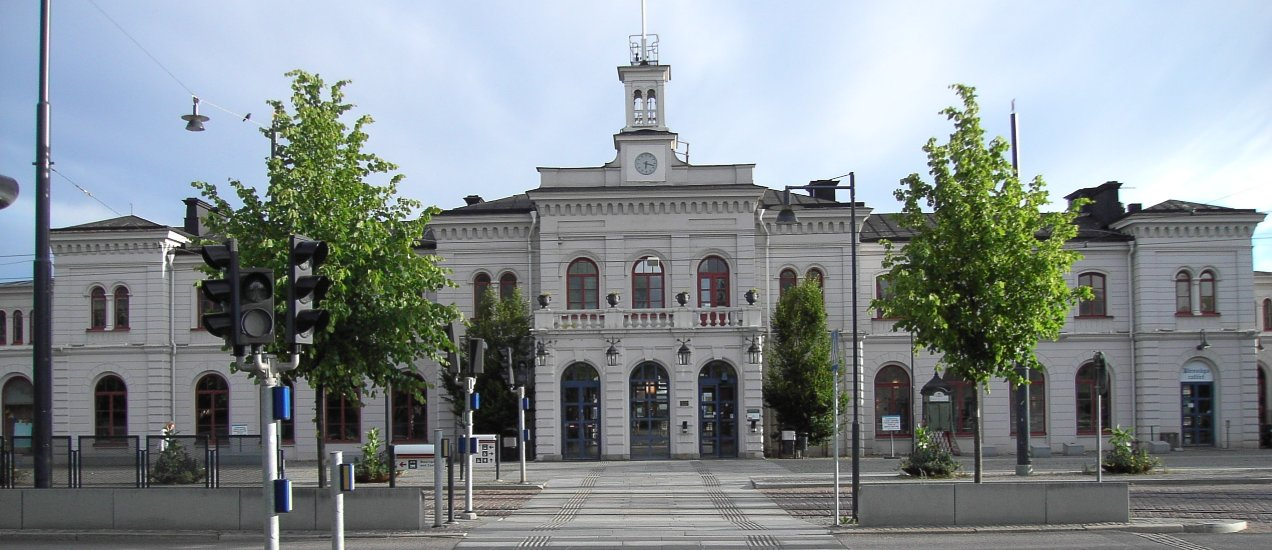
Centralstationen av Adolf W. Edelsvärd har liknats vid ett italienskt lustslott

 Dåvarande Östra stambanan, numera en del av Södra stambanan, mellan Katrineholm och Norrköping invigdes 3 juli 1866, och den 16 oktober 1872 invigdes sträckan till Linköping. Precis som i andra städer bidrog detta starkt till att förenkla resandet inom Sverige. På den tiden var det tätt mellan stationerna, förutom i Norrköping, som i början av 1900-talet hade tre stationer - Centralstationen, Norrköpings västra station och Norrköpings östra station – fanns det järnvägsstationer i Åby, Graversfors, Fiskeby och Eksund. Norrköpings Östra och Västra trafikerades av företaget Norra Östergötlands Järnvägar. 1915 invigdes även SJ:s bana mot Nyköping och Järna och man kunde då färdas bland annat till Getå och Krokek.
I februari 2021 invigdes Kardonbanan mellan stambanan vid Åby och hamnen på Händelö. Det är en sju kilometer lång godsjärnväg över bland annat Kardonbron, som möjliggör att gods från hamnen enklare kommer ut på Södra stambanan. Ostlänken mellan Järna och Linköping som planerar att invigas 2035 kommer att ha en station i Norrköping.
Norrköping-Kungsängens flygplats (tidigare Kungsängens flygplats) invigdes på hösten 1934 men den reguljära trafiken kom igång först några år senare, då på sträckan Stockholm–Malmö–Köpenhamn. Under andra världskriget låg den kommersiella trafiken nere och flygplatsen utvecklades endast långsamt fram till mitten av 1960-talet. 1964 kunde man flyga både till Paris och Chicago. Under 1960-talet var det istället fraktflyget som utvecklades starkt med fraktflyg till både Köpenhamn och USA.
Antalet passagerare från Kungsängen har mer än halverats under perioden 1997 - 2006. Från 2006 tog därför kommunen över ansvaret för flygplatsen. Nu går det reguljärflyg från flygplatsen till München och Visby (endast sommartid) samt mycket charter (2012 Sveriges fjärde största charterflygplats) och fraktflyg, bland annat regelbundna turer till New York.
Norrköpings hamn är en djuphamn som kan ta emot oceangående fartyg. Sett till hamnens yta och värdet på godset är den en av Sveriges största där 1 120 fartyg anlöpte år 2005.
Hamnen är en mycket betydande hamn för hela Östersjön, då den ligger centralt och det finns bra förbindelser både via väg och järnväg. I Norrköpings hamn är även Europas största vägg för fri graffitikonst belägen.

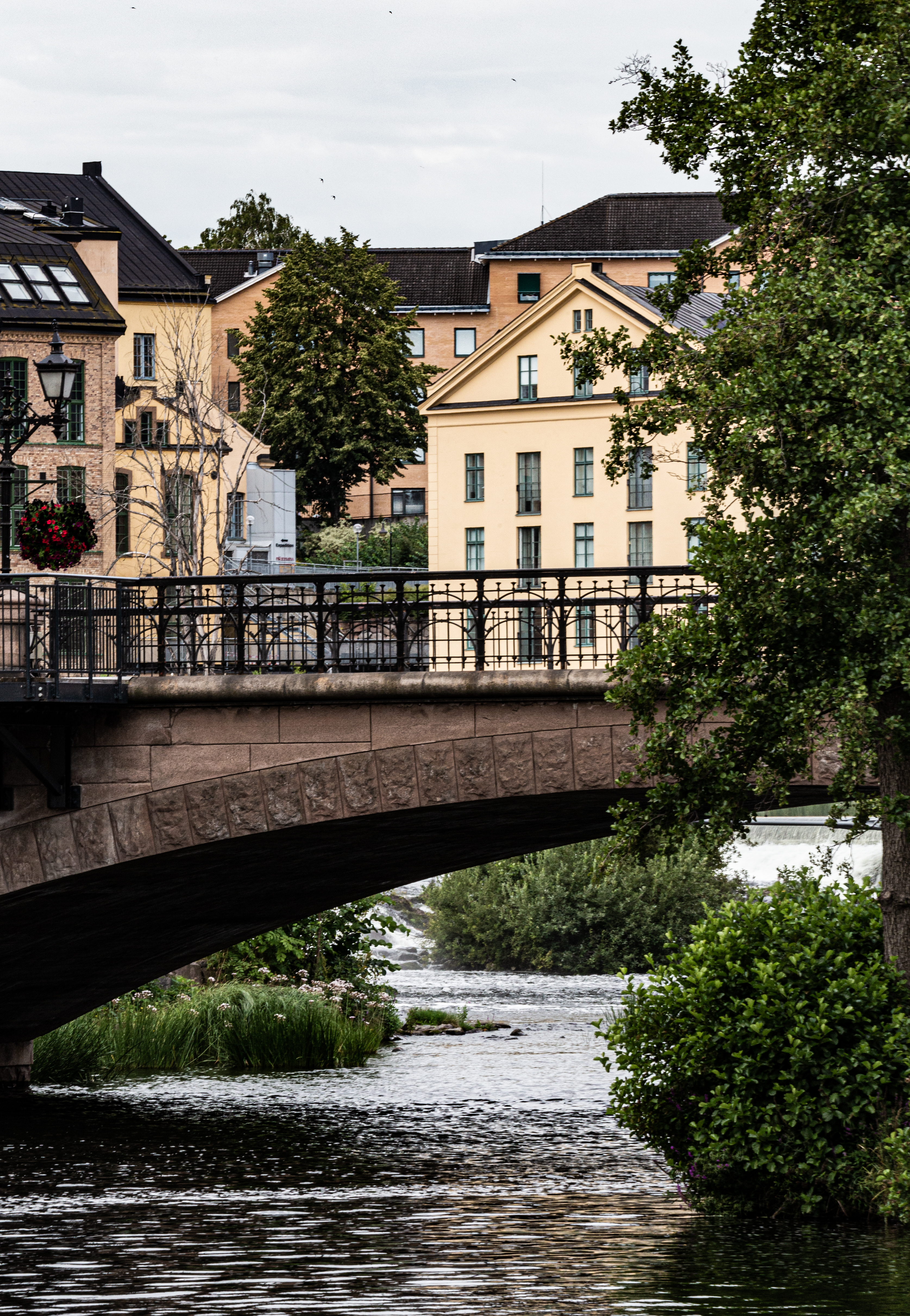
Bergsbron

Bland broar i Norrköping kan nämnas Femöresbron, Dragsbron och Campusbron.

#### Utbildning

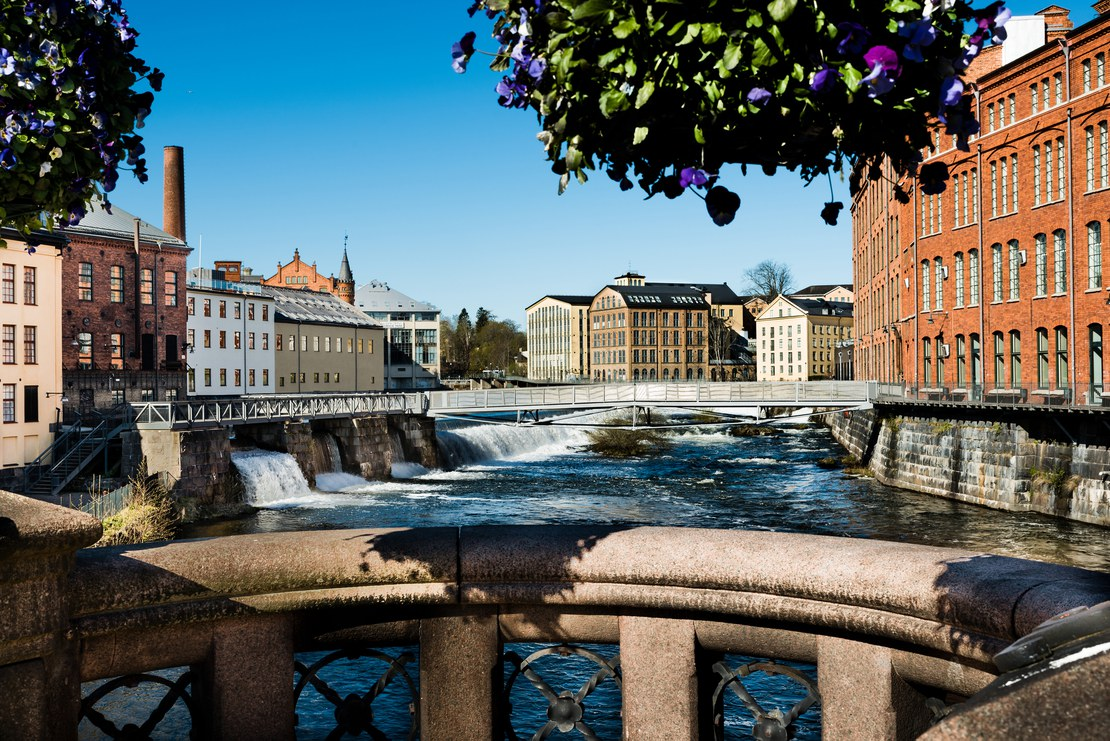
LiU Campus Norrköping

Huvudartikel: Utbildning i Norrköping
Norrköping har gamla traditioner som skolstad och den första folkskolan öppnade 1846. Trots att man i snabb takt byggde skolor räckte dessa nästan aldrig till för den snabba befolkningstillväxten. Många av stadens skolor kom att läggas vid promenaderna utanför stadskärnan och där finns skolbyggnaderna kvar 2008. Norrköping har haft en låg utbildningsnivå vad gäller eftergymnasial utbildning och att åtgärda detta var en av anledningarna till att Campus Norrköping etablerades 1997 som en del av Linköpings universitet.

## Befolkning

### Stadsdelar
Den centrala delen av Norrköping består av olika områden. Innanför promenaderna ligger Gamla staden, Berget, Nordantill, Saltängen och Östantill.
Kring promenaderna ligger en krans av äldre områden som Söderstaden, Såpkullen, Kneippen, Marielund (med Röda stan), Lagerlunda och Oxelbergen. 
Därefter i en större cirkel finns områden som Klingsberg, Ektorp, Såpkullen, Vilbergen, Skarphagen, Himmelstalund, Haga, Enebymo, Pryssgården, Fiskeby, Lagerlunda, Ljura, Vrinnevi, Navestad, Smedby,  Rambodal och Brånnestad. Lindö och Herstadberg är egna tätorter strax utanför Norrköping.
Det finns även en del industri/verksamhetsområden som Ingelsta, Sylten, Risängen, Butängen, Slottshagen och Vrinnevi.

### Befolkningsutveckling
1650 uppgick befolkningen till omkring 5 000 personer. Under början av 1700-talet drabbades staden svårt av krigsåren, i pesten 1710–1711 dog 2 135 personer och antalet invånare minskade ytterligare sedan staden brändes ned 1719. 1720 uppges folkmängden till omkring 2 600 personer. 1770 hade staden 7 500 invånare, år 1800 fanns det 9 089 invånare och Norrköping var då Sveriges fjärde största stad. År 1805 var befolkningen 9 428 invånare, 1830 10 030 invånare, 1850 fanns det 16 916 invånare och staden var då Sveriges tredje största. År 1870 var det 23 850 invånare vilket gjorde Norrköping åter till Sveriges fjärde största stad, 1880 26 735 invånare, 1890 32 826 invånare, 1900 41 008 invånare, 1910 46 393 invånare, 1920 58 098 invånare, 1930 61 492 invånare, 1940 70 785 invånare, 1941 71 150 invånare, 1942 71 947 invånare.
31 december 2015 uppgick Norrköpings befolkning till 93 765 invånare, vilket innebär att Norrköping passerat den tidigare toppnoteringen på 91 034 invånare från 1970.
| Befolkningsutvecklingen i Norrköping 1900–2020 | Befolkningsutvecklingen i Norrköping 1900–2020 | Befolkningsutvecklingen i Norrköping 1900–2020 | Befolkningsutvecklingen i Norrköping 1900–2020 | Befolkningsutvecklingen i Norrköping 1900–2020 |
| --- | ---------------------------------------------- | ---------------------------------------------- | ---------------------------------------------- | ---------------------------------------------- |
| |                                                |                                                |                                                |                                                |
| År |                                                |                                                | Folkmängd                                      | Areal (ha)                                     |
| 1900 | 1900                                           |                                                | 47 102                                         | †                                              |
| 1960 | 1960                                           |                                                | 84 325                                         |                                                |
| 1965 | 1965                                           |                                                | 87 311                                         |                                                |
| 1970 | 1970                                           |                                                | 91 034                                         |                                                |
| 1975 | 1975                                           |                                                | 85 244                                         |                                                |
| 1980 | 1980                                           |                                                | 84 016                                         |                                                |
| 1990 | 1990                                           |                                                | 82 639                                         | 3 352                                          |
| 1995 | 1995                                           |                                                | 84 403                                         | 3 454                                          |
| 2000 | 2000                                           |                                                | 82 744                                         | 3 478                                          |
| 2005 | 2005                                           |                                                | 83 561                                         | 3 478                                          |
| 2010 | 2010                                           |                                                | 87 247                                         | 3 568                                          |
| 2015 | 2015                                           |                                                | 93 765                                         | 3 668                                          |
| 2016 | 2016                                           |                                                | 95 618                                         | 3 668##                                        |
| 2020 | 2020                                           |                                                | 98 088                                         | 3 755                                          |
| Anm.: Sammanvuxen med Smedby 1970, med Ensjön och Åselstad 2015. † Stad med förstäder 1900. ## Arean 31 december 2016, 2017 och 2018 fortsatt samma som avgränsades som tätort 2015. |                                                |                                                |                                                |                                                |

### Religion

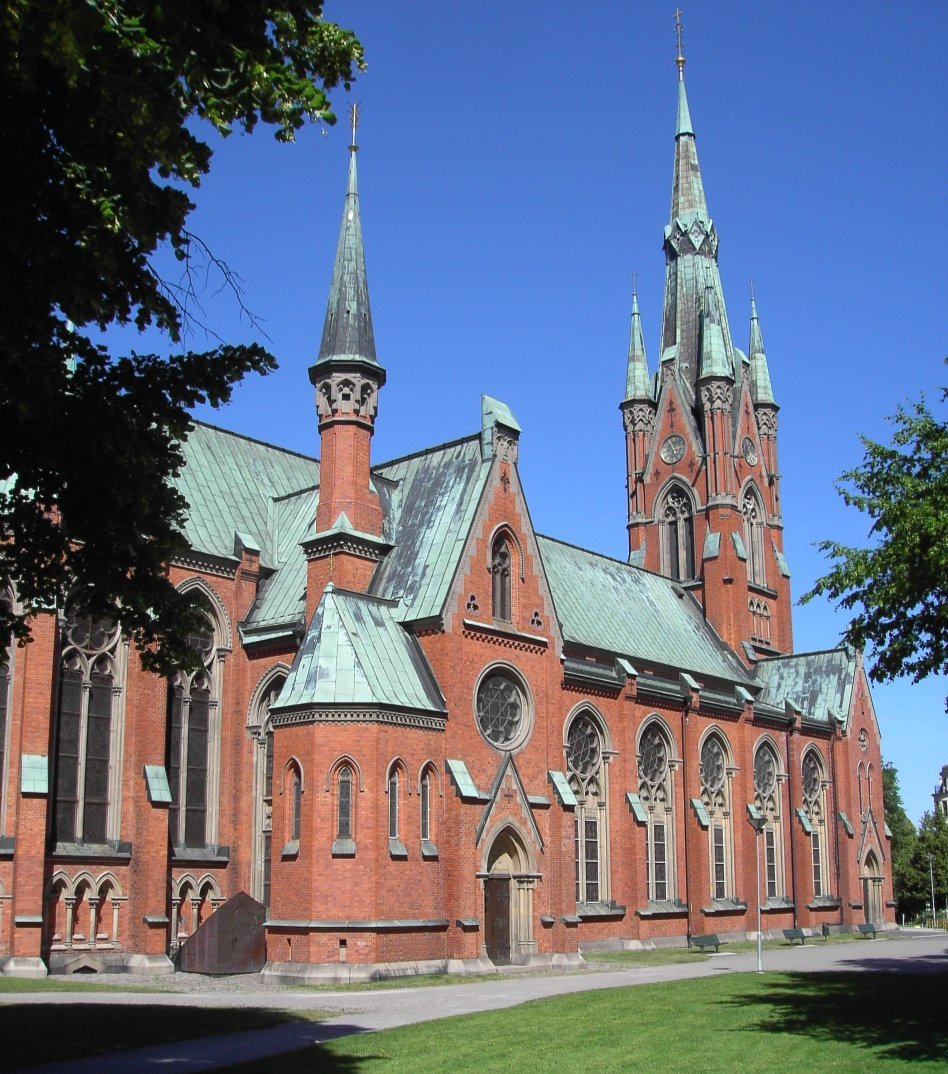
Matteus kyrka i folkparken

Norrköping och stadens kyrkor tillhör Linköpings stift. Bland stadens kyrkor finns:
- Norrköpings S:t Olofs församling: Sankt Olai kyrka, Hedvigs kyrka, Matteus kyrka.
- Norrköpings S:t Johannes församling: Sankt Johannes kyrka.
- Norrköpings Borgs församling: Söderledskyrkan, Klockargårdens kyrka.
- Kolmårdens församling: Östra Eneby kyrka

Katolska kyrkan:
- Sankta Birgitta katolska församling: Sankta Birgittas katolska kyrka, tillhörande Stockholms katolska stift.

### Utsatta områden
Sedan 2015 har Polismyndigheten rapporterat särskilt brottsutsatta områden i Sverige vart annat år. Med utsatt område menas ett "geografiskt avgränsat område som karaktäriseras av en låg socioekonomisk status där kriminella har en inverkan på lokalsamhället". Polisen anger även särskilt utsatta områden, och områden som löper risk att bli särskilt utsatta.
I Norrköping har tre olika områden tagits upp på listan, varav två även avförts när förhållandena förändrats. Inget område har klassats som riskområde eller särskilt utsatt område.
| Stadsdel       | 2015          | 2017          | 2019          | 2021          |
| -------------- | ------------- | ------------- | ------------- | ------------- |
| Hageby         | Utsatt område | Utsatt område | ––            | ––            |
| Klockaretorpet | ––            | Utsatt område | Utsatt område | ––            |
| Navestad       | ––            | Utsatt område | Utsatt område | Utsatt område |

## Kultur

### Massmedier
Radiokanaler som täcker Norrköping är Sveriges Radio Östergötland och för lokalnyheter på TV finns SVT Nyheter Öst. 

### Konstarter

#### Musik

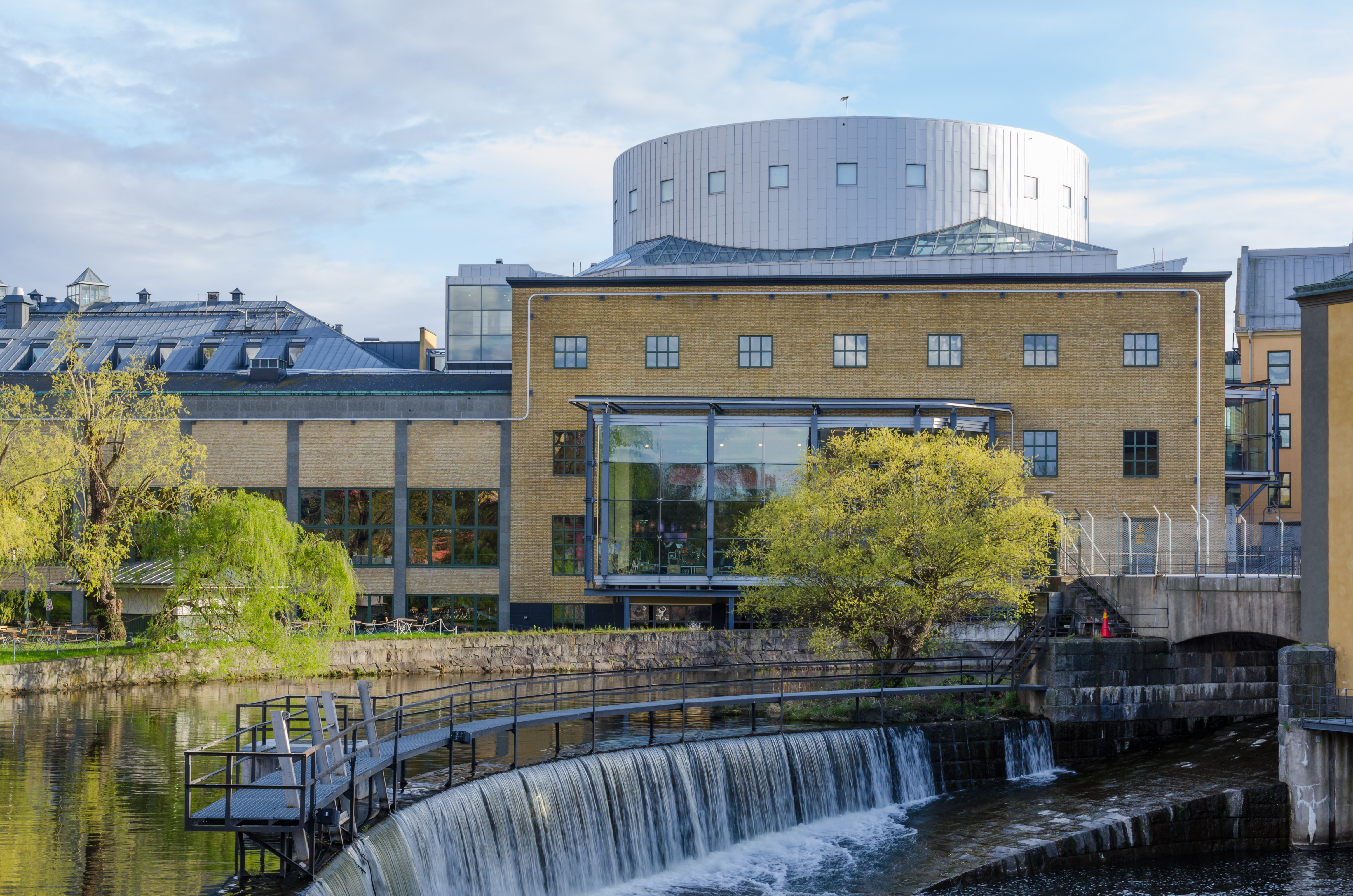
Louis De Geer, det nybyggda konserthuset

1912 bildades Orkesterföreningen, medlemmarna bestod av en blandning av amatörmusiker och militärmusiker. 1913 byggdes den före detta S:t Johannes kyrka om till konsert- och föreläsningssal och fick sitt nya namn, Hörsalen. Redan samma år fick orkestern statsbidrag, och man kunde då gå och lyssna på musik två gånger per vecka, entrén kostade vid denna tid endast 25 öre. Orkesterns förste dirigent var Ivar Hellman, han efterträddes så småningom av bland andra Tord Brenner (1929–1936), 
Heinz Freudenthal (1936–1952), Herbert Blomstedt (1954–1962), Everett Lee (1962–1972) och Sven-Gunnar Andrén.
Orkesterföreningen, numera Norrköpings symfoniorkester, växte och växte och under många år var Hörsalen alltför liten för en orkester med 87 medlemmar. Men i slutet av 1990-talet flyttade orkestern in i det nya konserthuset Louis De Geer, uppfört vid Motala ström i Holmens före detta pappersbruk. Musikföreningen Crescendo startade sin verksamhet 1959 och arrangerar årligen ett 70-tal konserter, främst inom jazz. Varje vecka så gott som året runt ges konserter de anrika lokalerna på Järnbrogatan 3 i kvarteret Nya strömmen, där man verkligen kommer nära musiken på alla sätt.
Eldkvarn bildades i Norrköping 1971 och har genom åren ofta sjungit om den gamla hemstaden; exempelvis i 3:ans spårvagn, Kungarna från Broadway och Fulla för kärlekens skull. Artisten Markus Krunegård är uppvuxen i Norrköping, och nämner denna stad i många av sina texter. Musikgrupperna Slagsmålsklubben och Den Svenska Björnstammen samt musikprofilerna Claes af Geijerstam och Michael B. Tretow härstammar även de från Norrköping. Ulf Lundell har i ’’Jag går på promenaden’’ (1975) utförligt, med åtskilliga referenser till stadsbilden, skildrat en vandring längs stadens södra promenad.

#### Teater

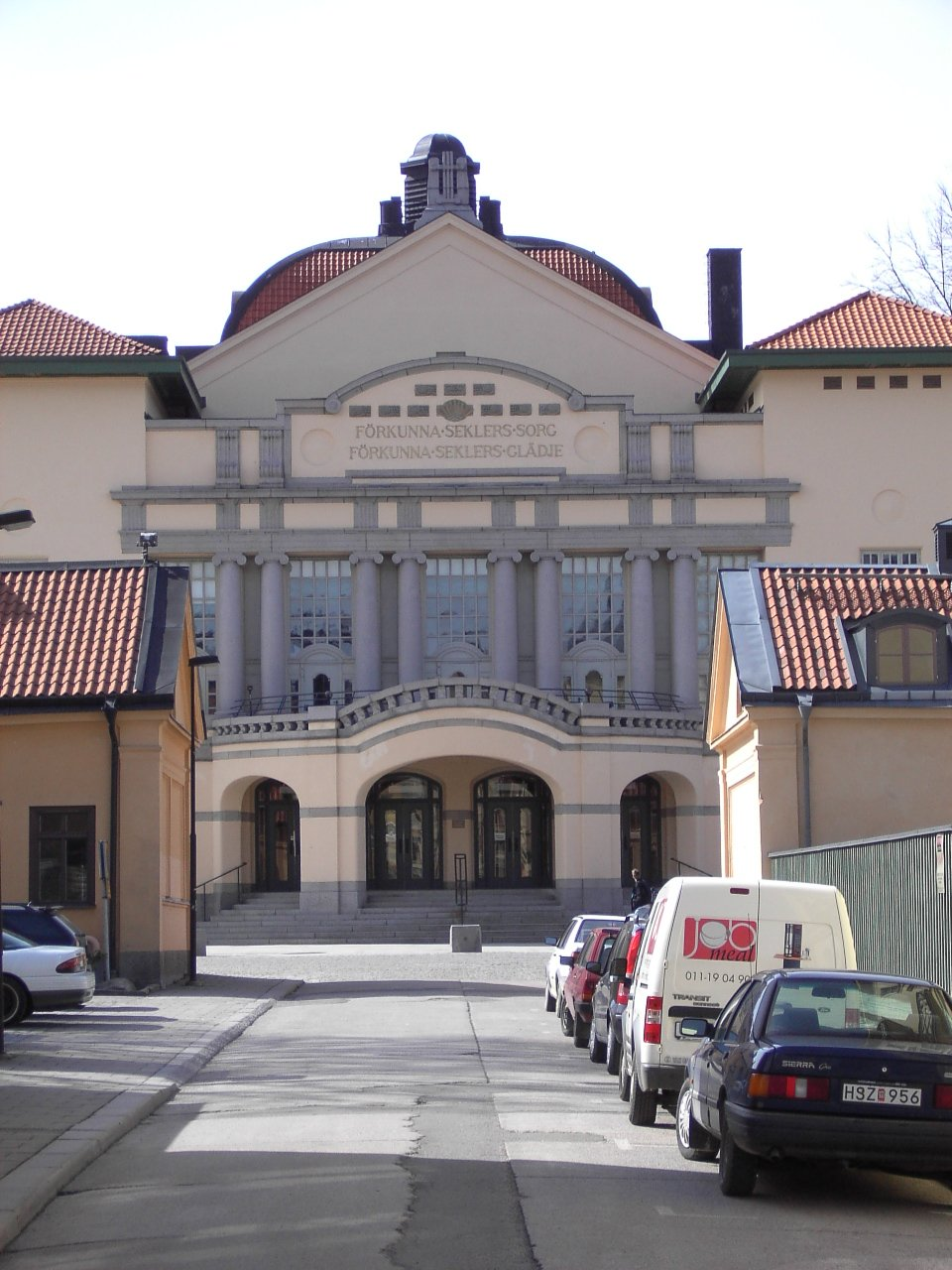
Stora teatern, hemmascen för Östgötateatern.

Stadens första teater var Egges teater, det var en enkel teater uppförd i källarmästaren Johan Ulric Egges trädgård belägen mellan Tyska torget och dåvarande Södra Saltängsgatan. Det var på den som det nordiska uruppförandet av Shakespeares Romeo och Julia ägde rum den 5 augusti 1776. I Norrköpings Weko-Tidningar kunde man då läsa :
På måndagen som är den 5 augusti uppföres av svenska komedietruppen, det nya och allt för präktiga borgerlige sorge-spel som, kallat Romeo och Julia: som är i sitt ämne ett ibland de vackraste som någonsin blivit uppfört på svensk teater....
1791 uppfördes ytterligare en teater i en tobakslada på Gamla Rådstugugatan 42-44, Dahlbergs Teater. 1798 tillkom Saltängsteatern vid nuvarande Järnvägsparken. Det var samtidigt som romantiken slog igenom så här spelades till exempel ödesdramer, riddarromantiska pjäser och franska vaudeviller med mera. Det var här som stycken av bland andra Schiller, Oehlenschläger, Grillparzer hade sin svenska urpremiär. Teatern var i bruk fram till 1850.
1850 uppfördes Eklunds Teater på en tomt bakom Stora Hotellet av köpmannen Gustav Adolf Eklund. Teatern var i bruk under lång tid, i slutet av 1800-talet spelades bland annat Ibsen, Björnson och Strindberg här. Norrköpings Arbetareförening, populärt kallad Arbis, bildades 1860, och från 1866 spelade man amatörteater. En person som betydde mycket för Arbisteatern var Gideon Wahlberg som arbetade på teatern 1918–1935. Han skrev egna pjäser och sånger och hans nyårsrevyer var så populära att de kunde spelas fram till sommaren. Skådespelaren Edvin Adolphson började sin yrkesbana på Arbis, likaså Tjadden Hällström.
Eklunds Teater revs så småningom och på dess plats uppfördes 1908 Stora Teatern. I början höll flera teatersällskap till där, och på 1920- och 1930-talet framförde Ernst Rolf och Karl Gerhard sina revyer här. 1947 bildades Norrköpings-Linköpings Stadsteater. Som en hyllning till Egges Teater blev Romeo och Julia den första pjäsen som spelades. En av teatereleverna hette Ernst-Hugo Järegård. Under många år leddes teatern av John Zacharias. Teatersällskapet heter numera Östgötateatern.
Teater spelas även i kulturkvarteret Hallarna och i samma kvarter finns Norrköpings kulturhus..

#### Bildkonst

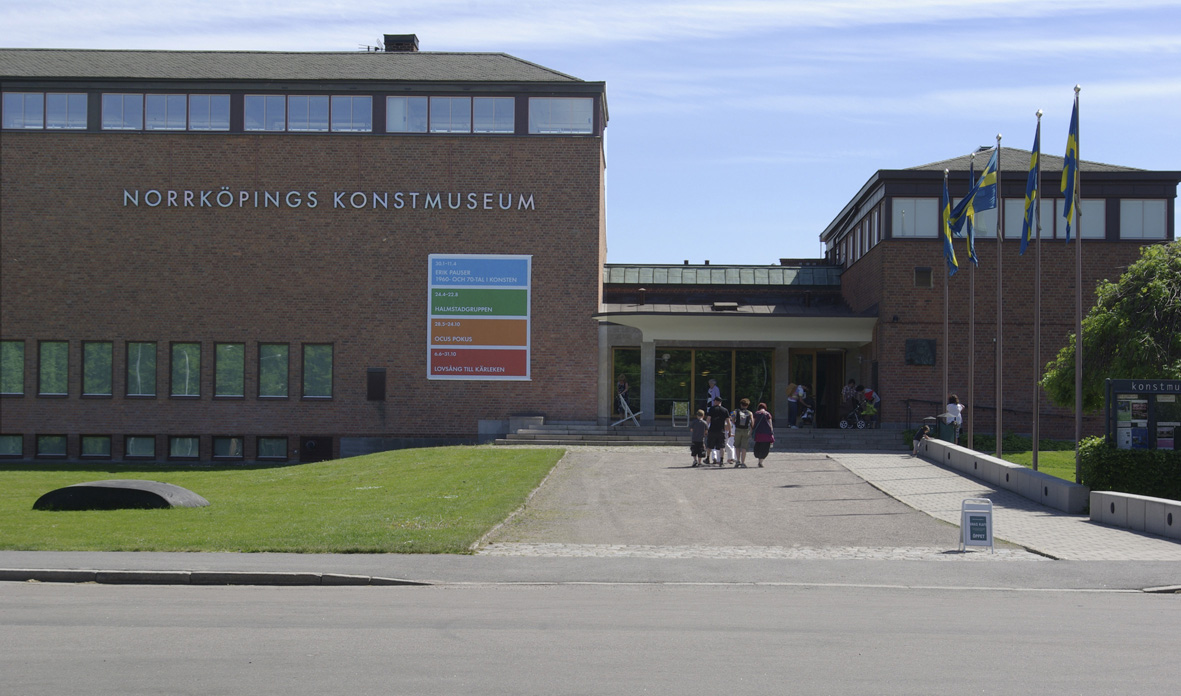
Norrköpings Konstmuseum

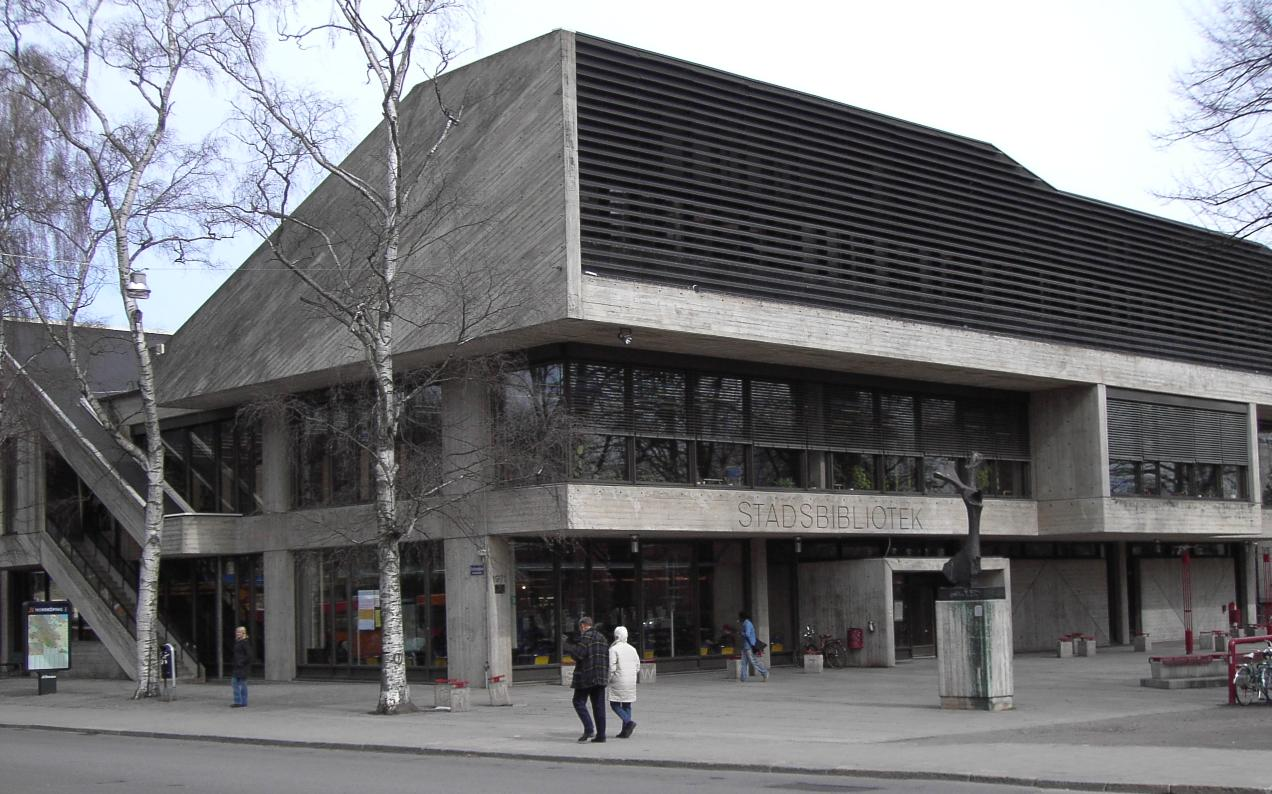
Norrköpings stadsbibliotek

Carl Swartz, statsminister och snusfabrikör, donerade 1913 sitt hem, Villa Swartz, åt staden. En stor konstsamling hade sedan tidigare donerats av Pehr Swartz och det blev grunden till Norrköpings konstmuseum. Huset var dock alltför litet, i samma hus skulle även stadsbiblioteket och stadsmuseet rymmas. 1941 påbörjades byggandet av det nya konstmuseet. Eftersom detta var mitt under andra världskriget så var det ont om både material och pengar. I början gick det inte att få tag i cement, utan det såg ut som om grunden skulle få läggas med granit. Men till slut fick man tag i tillräckligt med cement för grunden och första våningen, men sedan sade myndigheterna nej och bygget låg nere till 1944. 1946 var det dags för invigning av Norrköpings konstmuseums nya hus vid Kristinaplatsen, i en byggnad ritad av stadsarkitekten Kurt von Schmalensee. Norrköpings stadsbibliotek flyttade aldrig in i byggnaden utan fick 1973 en ny kontroversiell men värdefull byggnad uppförd åt sig ritad av arkitekt Sten Samuelson.
Framför Konstmuseet står Arne Jones rörliga skulptur Spiral åtbörd som var mycket omdebatterad då den placerades där 1961 men som snabbt blev en symbol för staden. (Till exempel genom det kommunala organet "Norrköping Spiralen", som gavs ut i slutet av 1960-talet, samt varuhuset Spiralen (då Sveriges modernaste) som byggdes av Lundbergs 1967). I parken utanför Folkets hus står Vicke Lindstrands skulptur ”Prisma”, som var världens största glaskonstverk när den invigdes 1967. Höjden är 11,5 meter och skulpturen är förankrad nedåt med en 27 meter lång betongpelare. Konstverket består av ett stort antal 8 mm tjocka glasskivor från Emmaboda glasverk.

#### Film
Filmföreningen Flimmer ordnar sedan 1998 Norrköping Filmfestival Flimmer som 2009 hade över 8000 besökare. Till verksamheten hör också gratis utomhusbio vid färgargården under sommaren och på senare år även en utomhusbioturné som genererade 19 000 besök på 30 olika orter i Sverige. Kommunens filmverksamhet Bio Harlekinen som funnits på konstmuseet sedan 1960-talet blir under 2010 Cnema och öppnar i nya lokaler i Visualiseringscenter C. I de nya större lokalerna med fler biosalonger skapas ett film- och mediepedagogiskt resurscentrum. Genom Cnema ska intresset för film på bio växa i Norrköping. Produktionsbolaget Crazy Pictures  är baserat i Norrköping och har gjort ett flera kortfilmer i Norrköpingsmiljöer.
Långfilmen UFO Sweden är till fullo inspelad och producerad i Norrköping.

### Sport
Norrköping har ett stort utbud av idrottsföreningar. Fotboll intar en dominerande plats, och IFK Norrköping är en av Sveriges mest framgångsrika fotbollsklubbar med totalt 13 SM-guld. IF Sylvia har flera säsonger i Superettan men spelar idag i Division 2 där även Smedby AIS och IK Sleipner som vann SM-guld 1938 spelar. (2024)
Vita Hästen har sedan 2014 tillhört Sveriges näst högsta serie Hockeyallsvenskan men degraderades till säsongen 2023/24 till div 3 på grund av ekonomiska problem. Vann denna serie och spelar säsongen 2024/25 i div 2.
Tillsammans med Norrköping Dolphins, som har vunnit flera SM-guld i basket på både herr- och damsidan, utgör de och IFK Norrköping ortens mest framträdande klubbar.
Norrköping har ett stort antal ridsportföreningar och Åby Ridklubb arrangerar årligen den internationella tävlingen Norrköping International Horse Show. Under 2021 arrangerar Skogslottens ryttarförening SM i hoppning.
Norrköpings skidklubb driver slalomanläggningen Yxbacken precis utanför Norrköping. Anläggningen består av tre liftar och fyra pister, och var hemmaplan för Pernilla Wiberg under hennes inledande skidkarriär.
Under 2019 stod Norrköping värd för O-ringen. Med över 21 000 tävlande var tävlingen en av de större i O-ringens historia. Tävlingsbanorna fanns i skogs- och bergsområdet Kolmården, i norra Norrköpings kommun och delar av Finspångs kommun.
Riksidrottsförbundets SM-veckan arrangerades i Norrköping sommaren 2016.
Norrköping blev för första gången utnämnd till Sveriges bästa idrottsstad 2022.